# Keith Jardine
Keith Hector Jardine (Butte, Montana; 31 de octubre de 1975) es un artista marcial mixto estadounidense retirado que compitió en la categoría de peso medio.

## Carrera en artes marciales mixtas

### Ultimate Fighting Championship
Jardine se enfrentó a Kerry Schall el 5 de noviembre de 2005 en The Ultimate Fighter 2 Finale. Jardine ganó la pelea por nocaut técnico en la segunda ronda.
Jardine se enfrentó a Mike Whitehead el 4 de febrero de 2006 en UFC 57. Jardine ganó la pelea por decisión unánime.
Jardine se enfrentó a Stephan Bonnar el 6 de abril de 2006 en UFC Fight Night 4. Jardine perdió la pelea por decisión unánime.
Jardine se enfrentó a Wilson Gouveia el 24 de junio de 2006 en The Ultimate Fighter 3 Finale. Jardine ganó la pelea por decisión unánime.
Jardine se enfrentó a Forrest Griffin el 30 de diciembre de 2006 en UFC 66. Jardine ganó la pelea por nocaut técnico en la primera ronda, ganando el premio al KO de la Noche.
Jardine se enfrentó a Houston Alexander el 26 de mayo de 2007 en UFC 71. Jardine perdió la pelea por nocaut técnico en la primera ronda.
Jardine se enfrentó a Chuck Liddell el 22 de septiembre de 2007 en UFC 76. Jardine ganó la pelea por decisión dividida.
Jardine se enfrentó a Wanderlei Silva el 24 de mayo de 2008 en UFC 84. Jardine perdió la pelea por nocaut en la primera ronda.
Jardine se enfrentó a Brandon Vera el 18 de octubre de 2008 en UFC 89. Jardine ganó la pelea por decisión dividida.
Jardine se enfrentó a Quinton Jackson el 7 de marzo de 2009 en UFC 96. Jardine perdió la pelea por decisión unánime. Tras el evento, ambos peleadores ganaron el premio a la Pelea de la Noche.
Jardine se enfrentó a Thiago Silva el 29 de agosto de 2009 en UFC 102. Jardine perdió la pelea por nocaut técnico en la primera ronda.
Jardine se enfrentó a Ryan Bader el 21 de febrero de 2010 en UFC 110. Jardine perdió la pelea por nocaut en la tercera ronda.
Jardine se enfrentó a Matt Hamill el 19 de junio de 2010 en The Ultimate Fighter 11 Finale. Jardine perdió la pelea por decisión mayoritaria. Tras el evento, ambos peleadores ganaron el premio a la Pelea de la Noche.
El 24 de junio de 2010, Jardine fue despedido de UFC.

## Carrera de actor
En 2009 Jardine apareció en las películas Crank: High Voltage (protagonizada por Jason Statham) y Gamer (con Gerard Butler). También fue presentado en Breaking Bad (protagonizada por Bryan Cranston, alumno de la Escuela Secundaria de Canoga Park) de la Temporada 3 episodio "I.F.T", donde interpretó el papel de un criminal que se mete en una pelea en un bar. Ha interpretado pequeños papeles en otras películas como Tactical Force, Cerveza Para Mis Caballos, Incomparable y Guerrero de la Muerte. El 11 de febrero de 2013, apareció en Hawaii Five-0 en el episodio Kekoa. En 2014, apareció en las películas John Wick, Inherent Vice y Shot Caller. En 2016, aparece en Preacher (serie de TV). Juega uno de los empleados de Odin llamado Verne, apareciendo por primera vez en el episodio "SEE", visto jugando al póquer y salió en un episodio de The Punisher 2x5 el juego.

## Campeonatos y logros
- Ultimate Fighting Championship
  - Pelea de la Noche (Dos veces)
  - KO de la Noche (Una vez)

## Récord en artes marciales mixtas
| Resultado | Récord  | Oponente           | Método                      | Evento                                | Fecha                    | Ronda | Tiempo | Localización                 | Notas                                                                |
| --------- | ------- | ------------------ | --------------------------- | ------------------------------------- | ------------------------ | ----- | ------ | ---------------------------- | -------------------------------------------------------------------- |
| Derrota   | 17–11–2 | Roger Gracie       | Decisión (unánime)          | Strikeforce: Rockhold vs. Kennedy     | 14 de julio de 2012      | 3     | 5:00   | Portland, Oregón             |                                                                      |
| Derrota   | 17–10–2 | Luke Rockhold      | TKO (golpes)                | Strikeforce: Rockhold vs. Jardine     | 7 de enero de 2012       | 1     | 4:26   | Las Vegas, Nevada            | Por el Campeonato de Peso Medio de Strikeforce; Debut en Peso Medio. |
| Empate    | 17–9–2  | Gegard Mousasi     | Empate (mayoritario)        | Strikeforce: Diaz vs. Daley           | 9 de abril de 2011       | 3     | 5:00   | San Diego, California        | A Mousasi se le restó 1 punto debido a una patada alta ilegal.       |
| Victoria  | 17–9–1  | Aron Lofton        | TKO (golpes)                | Fresquez Productions                  | 4 de marzo de 2011       | 1     | 3:30   | Albuquerque, Nuevo México    |                                                                      |
| Victoria  | 16–9–1  | Francisco France   | Decisión (unánime)          | Nemesis Fighting: MMA Global Invasion | 10 de diciembre de 2010  | 3     | 5:00   | Punta Cana                   |                                                                      |
| Derrota   | 15–9–1  | Trevor Prangley    | Decisión (dividida)         | Shark Fights 13: Jardine vs. Prangley | 11 de septiembre de 2010 | 3     | 5:00   | Amarillo, Texas              |                                                                      |
| Derrota   | 15–8–1  | Matt Hamill        | Decisión (mayoritaria)      | The Ultimate Fighter 11 Finale        | 19 de junio de 2010      | 3     | 5:00   | Las Vegas, Nevada            | Pelea de la Noche.                                                   |
| Derrota   | 15–7–1  | Ryan Bader         | KO (golpe)                  | UFC 110                               | 21 de febrero de 2010    | 3     | 2:10   | Sídney                       |                                                                      |
| Derrota   | 15–6–1  | Thiago Silva       | TKO (golpes)                | UFC 102                               | 29 de agosto de 2009     | 1     | 1:35   | Portland, Oregón             |                                                                      |
| Derrota   | 15–5–1  | Quinton Jackson    | Decisión (unánime)          | UFC 96                                | 7 de marzo de 2009       | 3     | 5:00   | Columbus, Ohio               | Pelea de la Noche.                                                   |
| Victoria  | 15–4–1  | Brandon Vera       | Decisión (dividida)         | UFC 89                                | 18 de octubre de 2008    | 3     | 5:00   | Birmingham                   |                                                                      |
| Derrota   | 14–4–1  | Wanderlei Silva    | KO (golpes)                 | UFC 84                                | 24 de mayo de 2008       | 1     | 0:36   | Las Vegas, Nevada            |                                                                      |
| Victoria  | 14–3–1  | Chuck Liddell      | Decisión (dividida)         | UFC 76                                | 22 de septiembre de 2007 | 3     | 5:00   | Anaheim, California          |                                                                      |
| Derrota   | 13–3–1  | Houston Alexander  | TKO (golpes y rodillazos)   | UFC 71                                | 26 de mayo de 2007       | 1     | 0:48   | Las Vegas, Nevada            |                                                                      |
| Victoria  | 13–2–1  | Forrest Griffin    | TKO (golpes)                | UFC 66                                | 30 de diciembre de 2006  | 1     | 4:41   | Las Vegas, Nevada            | KO de la Noche.                                                      |
| Victoria  | 12–2–1  | Wilson Gouveia     | Decisión (unánime)          | The Ultimate Fighter 3 Finale         | 24 de junio de 2006      | 3     | 5:00   | Las Vegas, Nevada            |                                                                      |
| Derrota   | 11–2–1  | Stephan Bonnar     | Decisión (unánime)          | UFC Ultimate Fight Night 4            | 6 de abril de 2006       | 3     | 5:00   | Las Vegas, Nevada            |                                                                      |
| Victoria  | 11–1–1  | Mike Whitehead     | Decisión (unánime)          | UFC 57                                | 4 de febrero de 2006     | 3     | 5:00   | Las Vegas, Nevada            |                                                                      |
| Victoria  | 10–1–1  | Kerry Schall       | TKO (patadas a las piernas) | The Ultimate Fighter 2 Finale         | 5 de noviembre de 2005   | 2     | 3:28   | Las Vegas, Nevada            |                                                                      |
| Victoria  | 9–1–1   | Arman Gambaryan    | Sumisión (armbar)           | M-1 MFC                               | 4 de diciembre de 2004   | 1     | 2:37   | Moscú                        |                                                                      |
| Victoria  | 8–1–1   | Tom Elrite         | KO (golpes)                 | Evento Independiente                  | 13 de noviembre de 2004  | 1     | 2:50   | Nuevo México                 |                                                                      |
| Victoria  | 7–1–1   | Brian Bair         | TKO (golpes)                | Venom: First Strike                   | 18 de septiembre de 2004 | 1     | 2:02   | Huntington Beach, California |                                                                      |
| Empate    | 6–1–1   | Keiichiro Yamamiya | Empate                      | Pancrase: Hybrid 8                    | 4 de octubre de 2003     | 2     | 5:00   | Osaka                        |                                                                      |
| Victoria  | 6–1     | George Allen       | Decisión (unánime)          | King of the Cage 24                   | 14 de junio de 2003      | 2     | 5:00   | Albuquerque, Nuevo México    |                                                                      |
| Victoria  | 5–1     | Allan Sullivan     | TKO (golpes)                | King of the Cage 21                   | 21 de febrero de 2003    | 2     | 1:56   | Albuquerque, Nuevo México    |                                                                      |
| Victoria  | 4–1     | Bryan Pardoe       | KO (golpes)                 | King of the Cage 20                   | 15 de diciembre de 2002  | 1     | 1:09   | Bernalillo, Nuevo México     |                                                                      |
| Victoria  | 3–1     | Philip Preece      | Decisión (unánime)          | King of the Cage 14                   | 19 de junio de 2002      | 2     | 5:00   | Bernalillo, Nuevo México     |                                                                      |
| Derrota   | 2–1     | Travis Wiuff       | KO (golpe)                  | Extreme Challenge 46                  | 16 de febrero de 2002    | 1     | 0:06   | Clive, Iowa                  |                                                                      |
| Victoria  | 2–0     | Abe Andujo         | TKO (golpes)                | Rage in the Cage 31                   | 17 de noviembre de 2001  | 1     | 1:20   | Phoenix, Arizona             |                                                                      |
| Victoria  | 1–0     | Amir Rahnavardi    | Sumisión (armbar)           | Gladiator Challenge 5                 | 19 de agosto de 2001     | 1     | 2:44   | Denver, Colorado             |                                                                      |